# دياموند ستون
دياموند ستون (بالإنجليزية: Diamond Stone)‏ مواليد 10 فبراير 1997 في ميلواكي، هو لاعب كرة سلة أمريكي. بدأ مسيرته الاحترافية في سنة 2016. تم اختياره من قبل فريق نيو أورلينز بيليكانز خلال الدرافت. يلعب مع لوس أنجلوس كليبرز في الرابطة الوطنية لكرة السلة كلاعب وسط. يحمل الرقم 0. يبلغ طوله 6 قدم 11 بوصة (2.1 م).

## إحصائيات المسيرة

### الموسم الاعتيادي
| السنة   | الفريق            | لعب | بدأ | دقيقة | ميداني% | ثلاثية | حرة   | ارتداد | صنع | استلاب | تصدي | نقطة |
| ------- | ----------------- | --- | --- | ----- | ------- | ------ | ----- | ------ | --- | ------ | ---- | ---- |
| 2016–17 | لوس أنجلوس كليبرز | 7   | 0   | 3.5   | .231    | .000   | 1.000 | .9     | .0  | .0     | .1   | 1.4  |
| المسيرة | المسيرة           | 7   | 0   | 3.5   | .231    | .000   | 1.000 | .9     | .0  | .0     | .1   | 1.4  |

## روابط خارجية
- دياموند ستون على موقع إن بي أي (الإنجليزية)
- دياموند ستون على موقع سبورتس رفرنس (الإنجليزية)
- دياموند ستون على موقع كرة السلة الأوروبية.كوم (الإنجليزية)
- دياموند ستون على موقع DraftExpress.com (الإنجليزية)
- دياموند ستون على موقع إي إس بي إن.كوم (الإنجليزية)
- دياموند ستون على موقع كلية كرة السلة في سبورتس رفرنس.كوم (الإنجليزية)
- دياموند ستون على موقع ريلجم (الإنجليزية)
- دياموند ستون على موقع بروبوليرز (الإنجليزية)
- دياموند ستون على موقع سبورتس رفرنس (الإنجليزية)